# Гудевица
Гудевица (болг. Гудевица) — село в Болгарии. Находится в Смолянской области, входит в общину Смолян. Население составляет 18 человек.

## Политическая ситуация
В местном кметстве Арда, в состав которого входит Гудевица, должность кмета (старосты) исполняет Ася Емилова Романова (Движение за права и свобоы - ДПС) по результатам выборов правления кметства в 2023 году.